# クロエ・ダニエルズ
クロエ・ダニエルズ（Chloe Daniels、2003年4月27日 - ）は、カナダの女子ラグビー選手。

## プロフィール
- カナダ・サットン出身[1]。
- ポジションはフランカー(FL)、スタンドオフ(SO)、スクラムハーフ(SH)、センター(CTB)。
- 身長 173cm、体重 67kg
- 7人制女子カナダ代表に選ばれている[2]。

## 略歴
2024年、2024パリ五輪の7人制女子カナダ代表に選ばれて銀メダル獲得。